# Fumaria officinalis
Fumaria officinalis, comummente conhecida como fumária, é uma espécie de planta com flor pertencente à família Papaveraceae. 
A autoridade científica da espécie é L., tendo sido publicada em Species Plantarum 2: 700. 1753. Pertence ao tipo fisionómico das plantas terófitas.

## Nomes comuns
Dá ainda pelos seguintes nomes comuns: erva-molarinha (não confundir com a Fumaria capreolata, que com ela partilha este nome), erva-moleirinha, moleirinha,  erva-pombinha (não confundir com as espécies Aquilegia vulgaris e Corrigiola littoralis, que com ela partilham este nome), canitos-béu-béu e pé-de-perdiz.

## Portugal

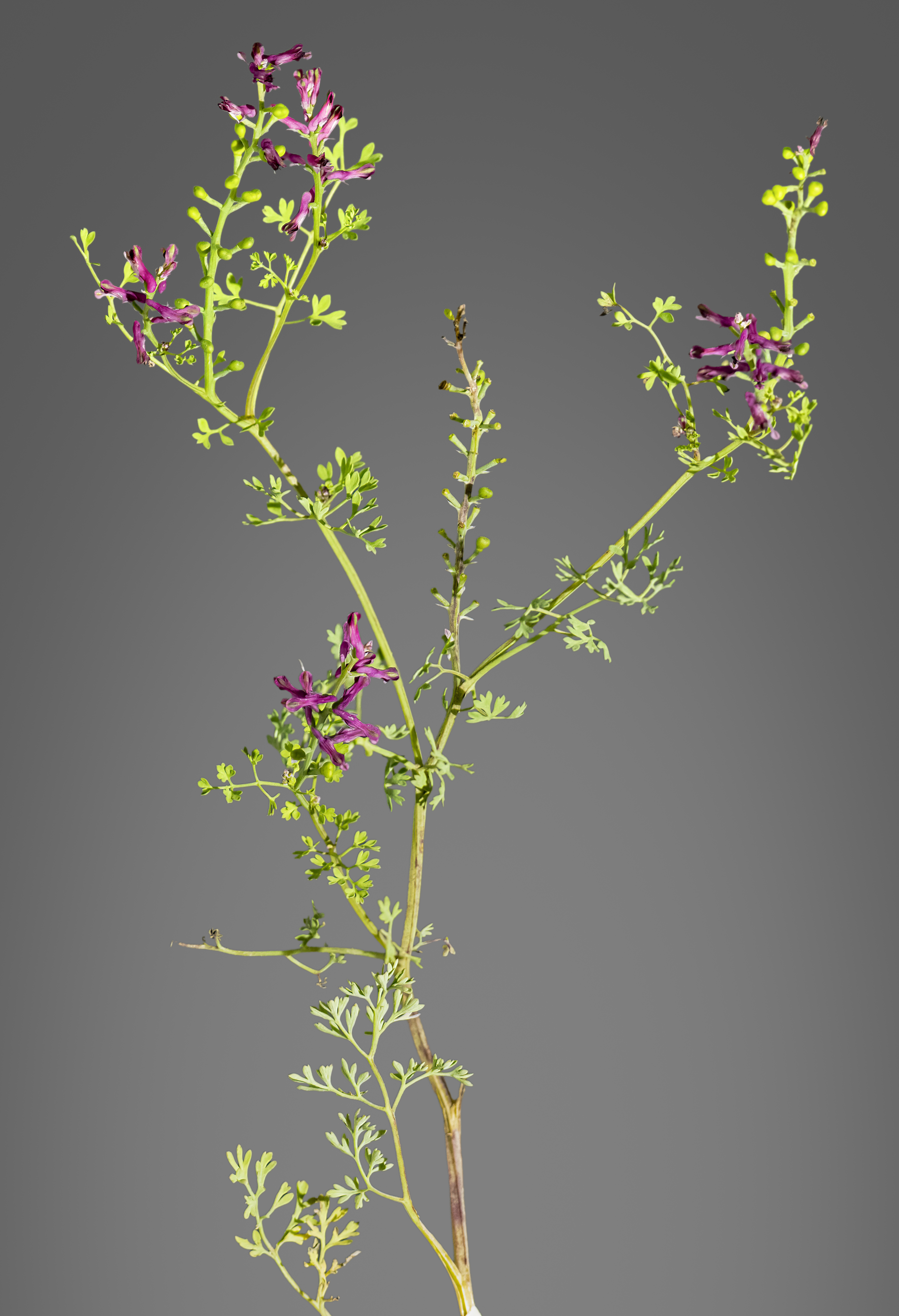
Hábito da planta

Trata-se de uma espécie presente no território português, nomeadamente os seguintes táxones infraespecíficos:
- Fumaria officinalis subsp. officinalis - presente em Portugal Continental.[7] Em termos de naturalidade é nativa da região atrás referida. Não se encontra protegida por legislação portuguesa ou da Comunidade Europeia.
- Fumaria officinalis subsp. wirtgenii - presente em Portugal Continental. Em termos de naturalidade é nativa da região atrás referida. Não se encontra protegida por legislação portuguesa ou da Comunidade Europeia.

## Ecologia
É uma planta cosmopolita, que se pode encontrar tanto em courelas agricultadas, como em bouças e terrenos sáfaros.